# Martti Rapola

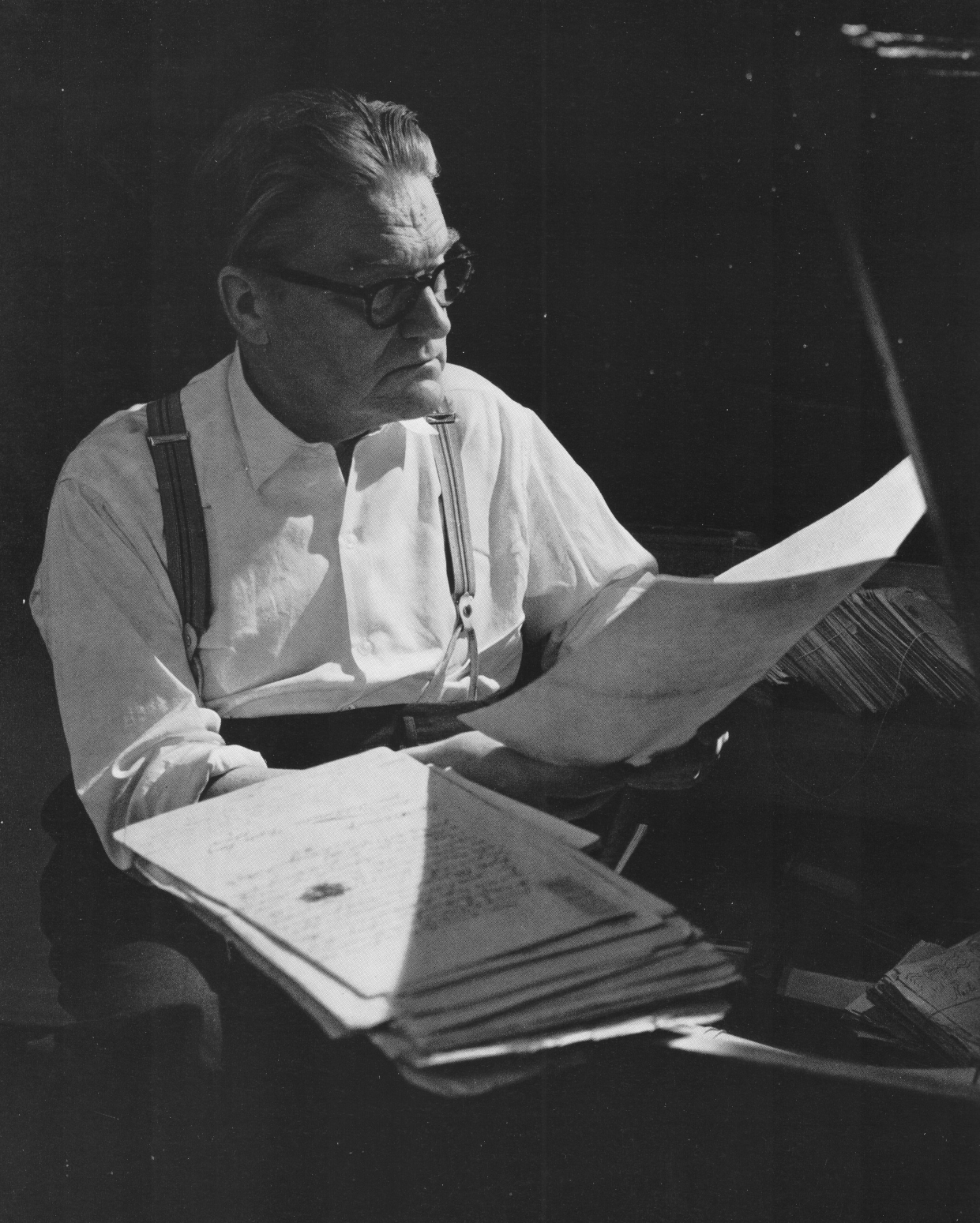
Martti Rapola i början av 1960-talet.

Martti Olavi Rapola, född 10 november 1891 i Nyslott, död 27 augusti 1972 i Helsingfors, var en finländsk språkvetare.
Rapola blev filosofie doktor 1923. Han var 1924–1930 professor i finska och därmed besläktade språk vid Åbo universitet och 1930–1957 i finska språket vid Helsingfors universitet. Han förestod stiftelsen Sanakirjasäätiö 1931–1945 och var från 1947 ordförande i Finska litteratursällskapet.
Rapola utgav 450 undersökningar i finsk dialektologi, ljud- och ordhistoria samt det finska skriftspråkets utveckling. Klassiker är böckerna Suomen kirjakielen historia pääpiirteittäin (1933) och Suomen kielen äännehistorian luennot (1966). Han satte igång arbetet på Vanhan kirjasuomen sanakirja. Bland hans populärt hållna böcker märks Vanha kirjasuomi (1945) och Johdatus suomen murteisiin (1947, ny upplaga 1961). Han framträdde även som skönlitterär författare.
Rapola erhöll akademikers titel 1972. 
Hans personarkiv förvaras hos Institutet för de inhemska språken och Finska litteratursällskapet.

### Uppslagsverk
- Rapola, Martti i Uppslagsverket Finland (webbupplaga, 2012). CC-BY-SA 4.0